# Ариана 1
Ариана 1 е първата от ракетното семейство Ариана. Ракетата е конструирана с целта да извежда два телекомуникационни спътника едновременно, като по този начин се спестят пари. С нарастването на големината на спътниците, Ариана 1 отстъпва място на по-мощните ракети Ариана 2 и Ариана 3.

## Характеристика
Ариана 1 е първата ракета носител разработена от ЕКА. Конструирана е за да замени ракета носител Европа. Разработването на ракетата започва през юли 1973 година.
С маса от 210 000 кг Ариана 1 може да издигне в геостационарна орбита един изкуствен спътник или два по-малки с общо тегло от 1850 кг.
Ариана 1 е три степенна ракета:
1. Първата степен е оборудвана с четири ракетни двигателя Викинг.
2. Втората има само един двигател Викинг.
3. Третата степен използва двигател с LH2 и LOX с тяга 7000 kgf (69 kN).

Тази конструкция се спазва до Ариана 4.

## История на изстрелвнията
Първото изстрелване е на 24 декември 1979 г. и е успешно. Второто изстрелване обаче, е неуспешно и ракетата се взривява след отъкъсване от Земята. Следващите две изстрелвания са успешни. При следващия полет ракетата спира да функционира на седмата минута от изстрелването. След общ преглед на Ариана 1 следват 6 успешни полета.
На 2 юли 1985 г. успешно е изведена в орбита сондата Джото, която има за цел да изследва Халеевата комета при преминаването ѝ във вътрешната част на Слънчевата система.
С последния си единадести полет на 22 февруари 1986 Ариана 1 извежда в орбита спътникът SPOT.
| №  | Дата              | Сериен номер | Товар                                                       | Тип товар                                               | Забележки |
| -- | ----------------- | ------------ | ----------------------------------------------------------- | ------------------------------------------------------- | --------- |
| 1  | 24 декември 1979  | L-01         | CAT 1                                                       |                                                         |           |
| 2  | 23 май 1980       | L-02         | Firewheel / Firewheel Subsat 1, 2, 3, 4 / Amsat P3A / CAT 2 | Научни и аматьорски радио сателити                      | Неуспех   |
| 3  | 19 юни 1981       | L-03         | Meteosat 2 / Apple / CAT 3                                  | Метеорологичен / експериментален комуникационен сателит |           |
| 4  | 20 декември 1981  | L-04         | MARECS 1 / CAT 4                                            | Комуникационен сателити                                 |           |
| 5  | 10 септември 1982 | L-5          | MARECS B / Sirio 2                                          | Комуникационни сателити                                 | Неуспех   |
| 6  | 16 май 1983       | L-6          | ECS 1 / Amsat P3B (Oscar 10)                                | Комуникационен / аматьорски радио сателит               |           |
| 7  | 19 октомври 1983  | L-7          | Intelsat-5 7                                                | Комуникационен сателит                                  |           |
| 8  | 5 март 1984       | L-8          | Intelsat-5 8                                                | Комуникационен сателит                                  |           |
| 9  | 23 май 1984       | V-9          | Spacenet 1                                                  | Комуникационен сателит                                  |           |
| 10 | 2 юли 1985        | V-14         | Джото                                                       | Сонда за изследване на комети                           |           |
| 11 | 22 февруари 1986  | V-16         | SPOT 1 / Викинг                                             | Наблюдаване на Земята / магнитосферни изследвания       |           |